# Bufoides meghalayanus
Bufoides meghalayanus is een kikker uit de familie padden (Bufonidae). De soort werd voor het eerst wetenschappelijk beschreven door Yazdani en Shyamal Kumar Chanda in 1971. Oorspronkelijk werd de wetenschappelijke naam Ansonia meghalayana gebruikt. Het was lange tijd de enige soort uit het monotypische geslacht Bufoides. In 2016 werd echter de soort Pedostibes kempi onder dit geslacht ondergebracht (Bufoides kempi). In veel literatuur wordt naar de verouderde situatie verwezen.
Bufoides meghalayanus komt voor in delen van Azië en leeft endemisch in India. Mogelijk komt de soort ook voor in buurland Bangladesh. De habitat van de kikker bestaat uit vochtige bosgrond.
De larven zijn aangetroffen in met water gevulde holletjes, zowel in bomen als op de bodem. Er is verder niet veel bekend over de soort, die beschouwd wordt als zeldzaam.